# ヘンリイ・パイク・ブイ
ヘンリイ・パイク・ブイ（Henry Pike Bowie, 1848年4月1日 - 1920年12月23日）は、米国の日本美術愛好家、サンフランシスコ日米協会初代会長。日本美術に通じ、『日本画の描法』などの著書がある。排日運動が激しかったアメリカで日米親善や日系移民の権利擁護に貢献した。
詩人平野威馬雄の父、料理愛好家平野レミの祖父。雅号は武威（ぶい）。名前はHenry P. Bowieと綴られることもある。

## 経歴

### 来日前
息子の威馬雄は子供の頃に父ヘンリーから聞いた話として、「カリフォルニア州生まれで、祖先はスコットランド貴族の家系であり、一族にはナポレオンの最初の皇后ジョゼフィーヌがいた」としているが真偽は不明。記録として確認されている経歴は、1705年にスコットランドからアメリカのメリーランド植民地に入植し地主となったジョン・ブイ・シニア（アメリカのブイ家の始祖）の6代目の子孫で外科医のオーグスタス・ジェス・ブイと、バルチモア出身のヘレン・マーサ・パイクとの息子（9人兄弟の3男で、愛称ハリー）としてアナポリス (メリーランド州)で生まれ、父が軍医として働いていたサンフランシスコに1852年に転居した。当時サンフランシスコはカリフォルニア・ゴールドラッシュの時期だった。
カリフォルニア大学卒業後実業界に入り、若くして億万長者となる。アメリカの資料では、サンフランシスコの新進弁護士Matthew Hall McAllisterのもとで働き始めたとされる。
1879年に15歳年上の在米イギリス系チリ人の未亡人アグネス・ポエト・ホワードと結婚。アグネスはチリの良家出身でアメリカ人と2度結婚したが2度とも夫に先立たれて莫大な遺産を相続した裕福な女性で、ヘンリーとは3度目の結婚だった。ヘンリーは結婚後、法律業界を辞め、妻アグネスの所有するサンマテオ郡のヒルズボロにある大豪邸「El Cerrito」で暮らし始めた。アグネスの二人の元夫はホワード家の兄と弟で、兄は客船のボーイからゴールドラッシュで沸くサンフランシスコの港湾業で成功し、サンマテオの半分を公有地供与されて大地主となった地元の名士だった。兄の死後弟が事業を引き継いでいくつもの会社を経営し、ホワード家はカルフォルニア開拓者協会（1850年以前にカリフォルニアに入植した先駆者たちの集まり）にも所属する名門として知られていた。アグネスとヘンリーが結婚した当時、すでにアグネスの長男ウィリアムは結婚してパリに住んでおり子供が生まれたばかりだったこともあり、アグネスはその他の子供（ウィリアムの弟たち)を連れてヘンリーとヨーロッパへ新婚旅行に行き、2年間滞在した。
威馬雄がヘンリーから聞いた話によると、「パリ音楽院で作曲とヴァイオリンを修め、マッサールの弟子としてパガニーニの変奏曲などを学び、サン＝サーンス、パデレフスキ、マスネ、ドーデなどと交遊すると共に、早くからゴンクール兄弟と浮世絵を共同研究し、俳句、連歌、能、茶事、書画に熱中した」という。この時期のヨーロッパはジャポニスムの全盛期だった。

### 来日後
1893年に妻のアグネスが60歳で亡くなるが、ヘンリーがカトリックだったため、前夫らの墓に埋葬できずヘンリーと子供たちで別の教会に豪華な霊廟を建てて弔った。ヘンリーはアグネスからの遺産として、邸宅のあるヒルズボロの土地やサンマテオ郊外のコヨーテ・ポイントの地所など、アグネスが元夫から相続した広大な地所の5分の1を得た。
同年初来日し、日本の美術品を収集。以後、来日すること数回、常に和服を着用した。巖谷一六から武威という雅号を受ける。京都に住んだ時には主に西川桃嶺（幸野楳嶺門人）や久保田米僊に、東京では島田雪湖・墨仙ら日本画家たちに師事し、ブイが描いた日本画も残っている。また、歌人の福羽美静とも交流した。51歳だった1899年に、明治天皇に仕えていたとされる24歳年下の平野駒と東京で結婚し（仲人は柳原愛子)、1900年に長男の平野威馬雄が生まれた。1907年に再来日して2年間滞在し、1908年には次男の平野武雄をもうけた（威馬雄がヘンリーと会ったのはこの7歳のときの2年間と、ヘンリーが亡くなる直前の18歳のときのみとなった)。
母国アメリカでは、西海岸での日系移民への排斥運動が高まりを見せており、威馬雄によると「迫害された日系移民たちをカリフォルニア州サンマテオの自邸に招き、励ましと共に職を与えた」という。日本通として大学などで日本美術についての講演会を開き、1905年にはサンフランシスコ日米協会（The Japan Society of San Francisco; The Japan Society of Northern Californiaの前身）を創立、初代会長に就任。副会長にはスタンフォード大学学長だったデイビッド・スター・ジョーダンを迎えた。威馬雄によると、「ポーツマス講和会議ではルーズヴェルト大統領に随行し、帝政ロシアによる東洋侵略政策を批判した」とされる。1912年頃に英語とフランス語で『日本大和言葉の研究』『日本画の描法』（雪湖が一部挿絵を担当）を米仏の出版社から刊行した。この時期は、1906年にサンフランシスコ市が日本人学童隔離政策を実施、1908年には日本人の入国制限、1913年には日系人閉め出しを目的としたカリフォルニア州外国人土地法が施行されるなど、排日運動の激しさが増していたさなかであり（排日移民法#日本人移民への排斥活動とその対応参照）、とくにヘンリーが暮らすサンフランシスコ一帯は「排日の本場」と言われるほどの激しさにあった。
ヘンリーは元弁護士といっても一度訴訟に関わっただけで実績はほとんどなく、地元サンマテオでは、もっぱら庭園愛好家、美術支援者として知られていた。建築家となったアグネスの三男ジョージ・ホワードの設計で1880年代にヒルズボロの領地内にアグネスとの新居「Severn Lodge」を建てているが、日本から帰国した1900年代初期には、ヴェルサイユ風の庭園を持つその邸宅に、日本風味を加えはじめた。日本から大工を呼び寄せ、自邸に日本庭園を造り、茶室や柿葺の冠木門などを建て、当時日露戦争の勝利に沸いていた日本のためにこれを凱旋門と命名。この門は島田雪湖が下絵を描き、サンフランシスコ在住の日本人建築家ヤギ・スイキチが設計した（1906年に友人のユージーン・デ・サブラが購入し庭園は改築されたが現存する。デ・サブラ日本庭園の項参照）。また、アグネスから相続したコヨーテ・ポイントなど海岸沿いの町を一大観光地にするべく鉄道を延長するプロジェクトも始動した。

### 死去とその後
1918年にアメリカ合衆国国務省の特使として9年ぶりの来日をし、1920年に帰米。その2か月後の同年12月23日、威馬雄によるとカーネギーホールにて排日運動反対演説をおこなっている最中に壇上で倒れて急死。死んだら日本に埋葬してほしいと生前語っていたが、サンマテオに埋葬された。後半生の27年間に来日は6回に及んだ。生前、親日の功により勲二等旭日重光章を贈られている。
1921年にヘンリーの遺書により、妹弟たちのほかに、平野駒と平野威馬雄、平野武雄に遺産が分配されることが発表され、ヘンリーに日本人妻と二人の息子がいることが発覚して地元で騒ぎとなった。ヘンリーは生前、日本での暮らしを詳しく問われると話を逸らすなど、妻子があることを秘密にしていたため、驚いた先妻アグネスの子ジョージ・ホワードは1922年に遺書を無効とする裁判を起こした。ジョージは、「ヘンリーの財産はすべて自分の母アグネスからのものであり、それはもともと自分の父方ホワード家が築いたものであるから、そのホワード家の子孫である自分に相続の権利がある」と主張したが、訴訟手続きにミスがあったため訴えは却下された。

## デ・サブラ日本庭園
ヘンリーが造った日本庭園は、原形のままではないが、「デ・サブラ・ユージン・ジュニア・ティーハウス・アンド・ザ・ガーデン」の名でサンマテオに残されており、アメリカ合衆国国家歴史登録財に指定されている。ユージーン・デ・サブラJr.は、ヘンリーらが創設したサンフランシスコ日米協会の会員でもあった実業家（パシフィック・ガス・アンド・エレクトリック・カンパニーの創業者の一人）で、1906年にヘンリー所有の土地を含むホワード家の地所を購入し、その一部を日本庭園として新たに整備した。一帯は現在「デ・サブラ通り」の名称になっており、日本庭園は同通りの70番地にある（個人所有のため非公開）。
ヘンリーは1886年ごろに、ホワード家の所領El Cerrito内に、アグネスとの新居Severn Lodgeを持っていたが、その北一帯に桜並木と鯉の泳ぐ池を造り、5エーカーの日本風庭園を造った。その後造園には、日本で知った庭師のアイハラ・ナオハルが関わったと言われる。19世紀末のアメリカでは、シカゴ万国博覧会 (1893年)への日本参加をきっかけに日本庭園への関心が深まり、サンフランシスコでも1894年にゴールデンゲートで開催された博覧会内に「日本村」が造られ、会期終了後もアイハラなどの庭師によって庭園が整備されジャパニーズ・ティー・ガーデンとして残されたほか、自邸に日本庭園を造る富裕層が増え、日本人庭師の評判は高かった。
El Cerritoを購入したデ・サブラは、ヘンリーの庭を一部引き継ぐ形で約1エーカーの日本庭園を造るが、これは日系移民の萩原真が『築山庭造伝（後編）』（秋里籬島著）を参考に造園したとされている。萩原は商人だったが上述のジャパニーズ・ティー・ガーデンを管理し庭内で茶店を経営するほか、サンフランシスコ周辺の日本庭園の造園を請け負っていた。ヘンリーの発案により日露戦争後に戦勝記念門が造られ、1909年に訪米した渋沢栄一使節団を招いてお披露目会が催された。1909年ごろに木造平屋の利休風の茶室も造られた。
その後El Cerritoの所有者は変わり、1940年代には細かく分割売却されたが、日本庭園と茶室は残り、1946年ごろに新しい所有者によって2階屋を含む新しい建物が茶室に増築され、住居として改築された。また、庭園内に倉庫も新築された。その後も所有者は変わり続けているが歴史的財産として保護されている。

## 親族
祖父は弁護士、父親はアメリカ海軍医で、退役後はカリフォルニア大学理事や医療専門学校の教授を務めた。兄弟は9人で、同名の長兄がいたが海難事故で夭折。次兄（土木技師）は1917年に日本で死亡、次弟（海軍医）も晩年長崎で暮らしユダヤ系ロシア人女性と再婚して息子テオドールをもうけ、1911年に亡くなり坂本国際墓地に埋葬された。次弟の子のテオドール・ロバート・ブイは1905年に長崎で生まれ6歳まで日本で育ち、のちにアジア美術史の研究者となり、浮世絵や俳句など日本文化関連の著作も残した。
最初の妻にチリ出身のアメリカ人、アグネス・ポエト・ホワード(1833-1893) 。後妻に平野駒（1870-?）。横浜代官所詰めの元武士の娘で、結婚後は子育ての傍ら山田流の琴教師をしていた。
実子は平野駒との間に詩人の平野威馬雄、翻訳家の平野武雄。武雄は上智大学卒業後、労働運動に携わり、騒擾罪で逮捕収監されたこともある活動家で、容貌は威馬雄よりもより父親似だったという。
孫は料理愛好家の平野レミ（長男の子）、新宿ロフト創業者平野悠（次男の子）など13人、曾孫はTRICERATOPSの和田唱(レミの長男)、エッセイストの今村三菜（レミの妹の娘）など。

## 著書
- On the laws of Japanese painting: an introduction to the study of the art of Japan (P. Elder, 1911)
  - ヘンリー・P・ブイ著、平野威馬雄訳『日本画の描法』（濤書房、1972年）
- Where the brambles bloom: a genelogical listing of many descendents of Rhodie Bowie, from Abraham Boey, the immigrant, a native of Sterlingshire, Scotland (G. Henry Bowie, n.p. 1980）